# Orło (Ryn)
Pour les articles homonymes, voir Orło.
Orło est un village polonais de la voïvodie de Varmie-Mazurie, dans le powiat de Giżycko.